# Кедр ливанский
Кедр лива́нский (лат. Cedrus libani) — вид хвойных деревьев из рода Кедр семейства Сосновые.

## Ботаническое описание
Вечнозелёное хвойное дерево. В благоприятных условиях достигает высоты 40—50 м при диаметре ствола до 2,5 м. Крона в молодом возрасте коническая, с возрастом приобретает уплощённую, широкую, зонтиковидную форму.
Хвоя от зелёного до серовато-сине-зелёного цвета, четырёхгранная, образует пучки по 30—40 штук, длина хвоинок до 3,5 см; остаётся на дереве в течение двух лет.
Плодоносит раз в два года, начиная с возраста 25—30 лет. Шишки цилиндрические, светло-коричневые, до 12 см длиной и 4—6 см шириной. Семена длиной в 15—18 мм и шириной в 5—7 мм, с крылом до 25 мм; несъедобные, смолистые, распространяются ветром.
Кора тёмно-серая, чешуйчатая.
Древесина красного цвета, прочная и ароматная, лёгкая и довольно мягкая.
Растёт кедр ливанский медленно. Переносит кратковременное понижение температуры до −30 °C, однако погибает при сколько-нибудь длительном периоде с отрицательными температурами. Светолюбив, засухоустойчив, нетребователен к почвам, но сильно страдает от избыточного увлажнения

## Распространение и экология

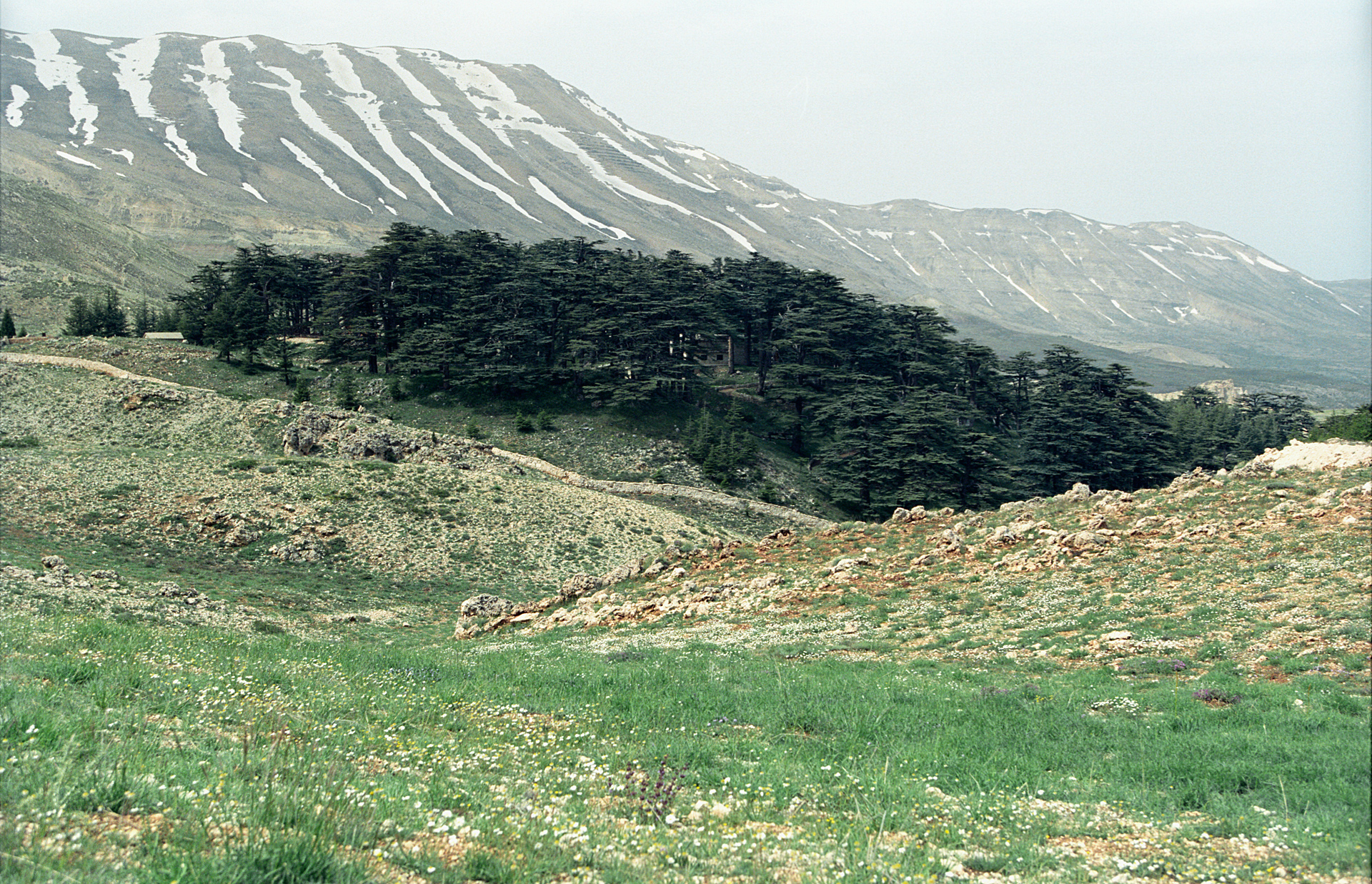
Роща из ливанских кедров

Ливанский кедр в узком смысле (Cedrus libani var. libani) произрастает на склонах гор в Ливане. В диком виде обычно встречается в труднодоступных районах на высоте 1 000—2 000 м над уровнем моря. В местах своего природного произрастания он в настоящее время почти полностью уничтожен.
В зависимости от таксономии (см. далее), вид может также включать несколько подвидов и/или разновидностей, каждый со своим ареалом и особенностями произрастания. В частности, Кедр турецкий (Cedrus libani var. stenocoma) произрастает в Таврских горах на юге Турции. Ливанский кедр широко распространён на южном берегу Крыма, черноморском побережье Кавказа, в Закавказье и Средней Азии.
О распространении других подвидов и разновидностей см. в отдельных статьях.

## Значение и применение

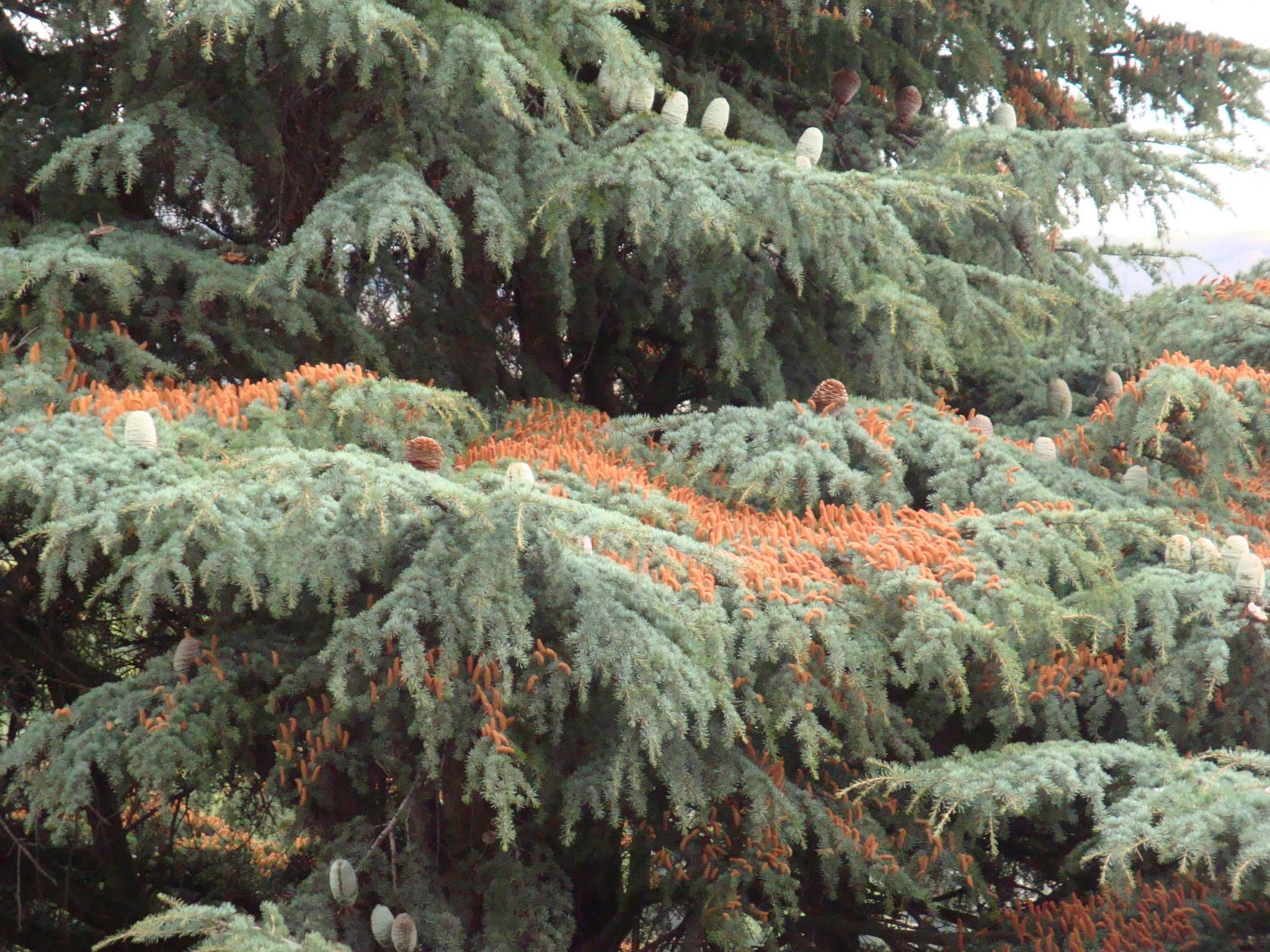
Скопление мужских шишек на ливанском кедре в Партените
На фото видны также женские шишки

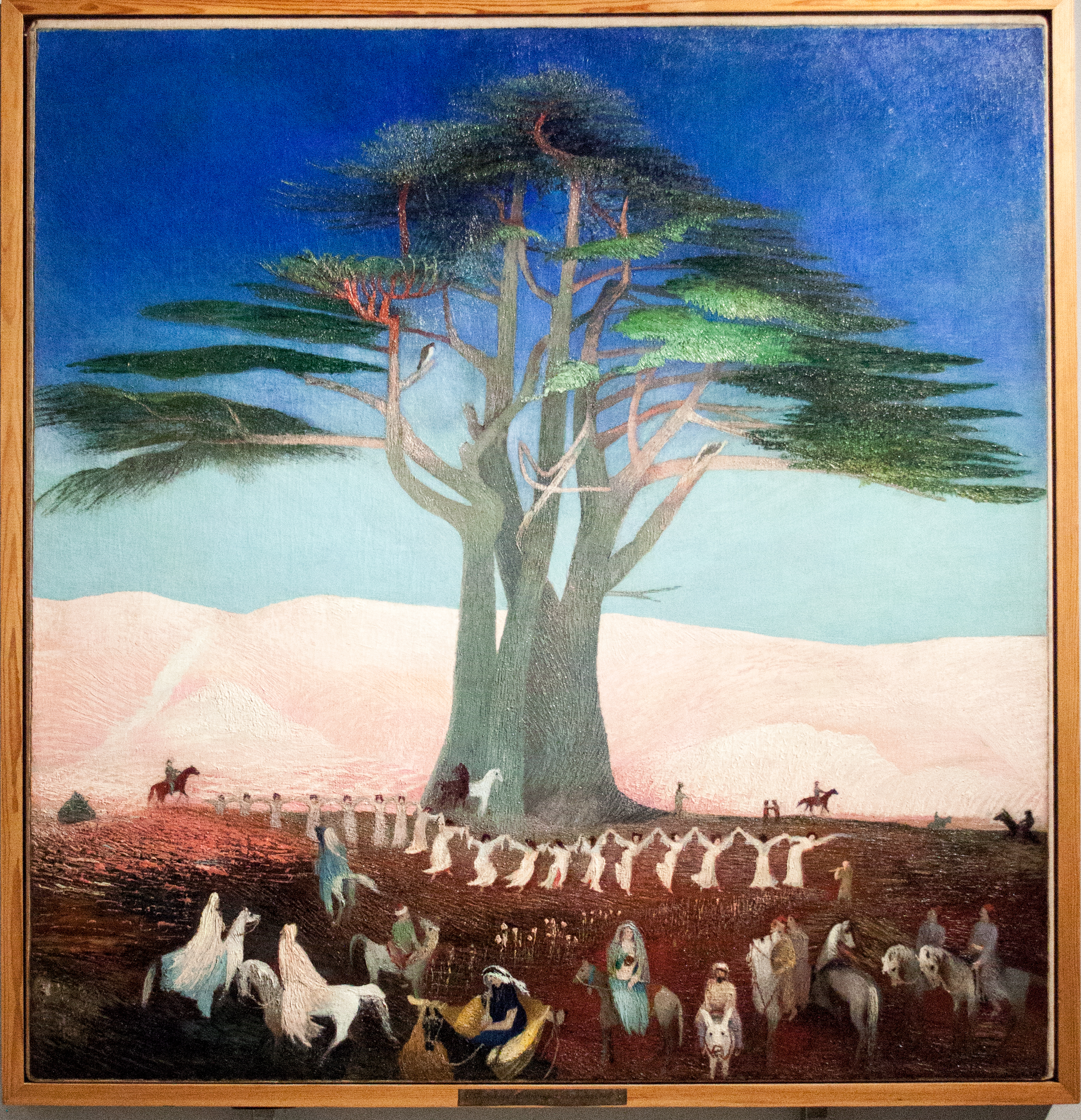
«Паломничество у ливанского кедра» — полотно венгерского художника Чонтвари Тивадара Костки

В древности ливанский кедр широко использовался как в строительстве, так и в кораблестроении. На судах из ливанского кедра плавали по Средиземному морю финикийские мореходы. Из этого дерева были изготовлены Солнечные ладьи египетских фараонов.
Масло кедра обладает антисептическими свойствами.
Этот вид деревьев выращивают с 1683 года; самые старые посадки датируются второй половиной XVII столетия, и некоторые из деревьев этой эпохи сохранились в Италии и Южной Франции. Ливанский кедр широко выращивается садоводами на юге Европы.

### В культуре Ливана
Кедр является основным национальным символом Ливана. Он изображён на флаге и гербе, валюте и монетах, высшая награда Ливана — Национальный орден Кедра. Изображение кедра находится также на эмблеме ливанской правой партии Катаиб. В Ливане находится Божественный кедровый лес, являющийся объектом Всемирного наследия ЮНЕСКО.

## Таксономия
Выделяют две разновидности:
- Cedrus libani var. libani — Кедр ливанский
- Cedrus libani var. stenocoma (O.Schwarz) Frankis — Кедр турецкий, или араратский (syn. Cedrus libani subsp. stenocoma (O.Schwarz) P.H.Davis)

Два других вида кедра — 
- Cedrus atlantica (Endl.) G.Manetti ex Carrière — Кедр атласский (syn. Cedrus libani var. atlantica (Endl.) Hook.f., syn. Cedrus libani subsp. atlantica (Endl.) Batt. & Trab.
- Cedrus brevifolia (Hook.f.) A.Henry — Кедр кипрский, или короткохвойный (syn. Cedrus libani var. brevifolia Hook.f., syn. Cedrus libani subsp. brevifolia (Hook.f.) Meikle) —

часто рассматриваются как подвиды ливанского.

## Охранный статус
- Имеет статус «VU» („Уязвимый“)[1].